# Danny Mann
Danny Mann, né le 28 juillet 1951 à Tennessee, est un acteur et scénariste américain.

## Filmographie

### Acteur
- 1962 : Les Jetson (The Jetsons) (série télévisée) : Additional Voices (voix)
- 1979 : Scooby-Doo et Scrappy-Doo (Scooby-Doo and Scrappy-Doo) (série télévisée) : Additional Voices (voix)
- 1984 : Heathcliff & the Catillac Cats (série télévisée) : Hector / Fish Market Proprietor (voix)
- 1984 : Transformers (série télévisée) : Cloudraker / Freeway / Lightspeed (voix)
- 1980 : Les Entrechats (Heathcliff) (série télévisée) : Hector (1984-1987) (voix)
- 1986 : Les Popples (série télévisée) : Punkster / Putter / PC (voix)
- 1986 : Heathcliff: The Movie
- 1986 : Galaxy High School (série télévisée) : Creep (voix)
- 1988 : Little Nemo: Adventures in Slumberland : Icarus, the squirrel (voix)
- 1988 : SOS Fantômes (série télévisée) : Luigi / Bud (voix)
- 1989 : Pas de répit sur planète Terre ("Hard Time on Planet Earth") (série télévisée) : Control (voix)
- 1989 : Camp Candy (série télévisée) : Chester (voix)
- 1990 : Super Baloo (TaleSpin) (série télévisée) : Additional Voices (voix)
- 1990 : Zazoo U (série télévisée) : Rarf (voix)
- 1990 : Capitaine Planète (Captain Planet and the Planeteers) (série télévisée) : Additional Voices (voix)
- 1990 : Wake, Rattle & Roll (série télévisée) : Super Snooper (voix)
- 1991 : Yo Yogi (série télévisée) : Super Snooper (voix)
- 1991 : Draculito, mon saigneur (Little Dracula) (série télévisée) : No Eyes / Twin-Beaks (voix)
- 1991 : Land of the Lost (série télévisée) : Voice of Tasha
- 1991 : Les Razmoket (Rugrats) (série télévisée) : Additional Voices (voix)
- 1991 : Myster Mask (Darkwing Duck) (série télévisée) : J. Gander Hooter (voix)
- 1991 : Retour vers le futur ("Back to the Future ou Back to the Future: The Animated Series") (série télévisée) : Einstein (voix)
- 1992 : Family Dog (série télévisée) : Family Dog (voix)
- 1992 : Les Aventures de Zak et Crysta dans la forêt tropicale de FernGully (FernGully: the Last Rainforest) : Ash / Voice Dispatch (voix)
- 1992 : Les Aventures de Fievel au Far West (Fievel's American Tails) (série télévisée) : Dog (voix)
- 1993 : La Panthère rose (The Pink Panther) (série télévisée) : Additional Voices (voix)
- 1993 : Problem Child (série télévisée) : Additional Voices (voix)
- 1994 : Skeleton Warriors (série télévisée) : Ursak Steele a.k.a. The Guardian (voix)
- 1994 : Poucelina : Mozo (voix)
- 1994 : Aladdin (série télévisée) : Additional Voices (voix)
- 1995 : Pocahontas : Percy (voix)
- 1995 : Babe, le cochon devenu berger (Babe) : Ferdinand the Duck (voix)
- 1995 : Balto (film) (Balto) : Kaltag (voix)
- 1996 : Jumanji (série télévisée) : Additional Voices / Monkey (III) (voix)
- 1997 : Channel Umptee-3 (série télévisée) (voix)
- 1997 : Les Zinzins de l'espace (Space Goofs) (série télévisée) : Gorgious Klaatu (voix)
- 1998 : Babe, le cochon dans la ville (Babe: Pig in the City) de George Miller : Ferdinand the Duck / Tug / Additional Voices (voix)
- 1998 : The Land Before Time VI: The Secret of Saurus Rock (vidéo) : Allosaurus (voix)
- 2000 : Mona le vampire (Mona the Vampire) (série télévisée) : capitaine espagnol (voix)
- 2000 : Kuzco, l'empereur mégalo (The Emperor's New Groove) : Additional Voices (voix)
- 2001 : Comme chiens et chats (Cats & Dogs) : Ninja Cat (Devon Rex) (voix)
- 2001 : Osmosis Jones : Additional Character Voice (voix)
- 2001 : Monstres et Cie (Monsters, Inc.) : Additional Voice (voix)
- 2002 : Elise: Mere Mortal (TV) : Dr. Toothinstein (voix)
- 2003 : Les Looney Tunes passent à l'action (Looney Tunes: Back in Action) : Robo Dog & Spy Car (voix)
- 2004 : Party Wagon (TV) : Three-Eyed Jack / Wall-Eyed Tom (voix)
- 2004 : The Nutcracker and the Mouseking (vidéo) : Cook / Sultan (voix)
- 2005 : Chicken Little : Reporters (voix)
- 2006 : The Wild : Additional Voice (voix)
- 2006 : Les Rebelles de la forêt (Open Season) : Serge (voix)
- 2008 : Les Rebelles de la forêt 2 (Open Season 2) : Serge (voix)
- 2010 : Les Rebelles de la forêt 3 (Open Season 3) : Serge (voix)